# Gravina di Matera
A Gravina di Matera egy rövid olaszországi folyó. A Murgia-fennsíkon ered, átszeli Matera, Bari és Taranto megyéket, majd a Bradano folyóba torkollik. Matera városa mellett meredek, mészkősziklákba vájt szurdokvölgyben folyik (olaszul gravina), innen származik elnevezése is.